# George Adams junior

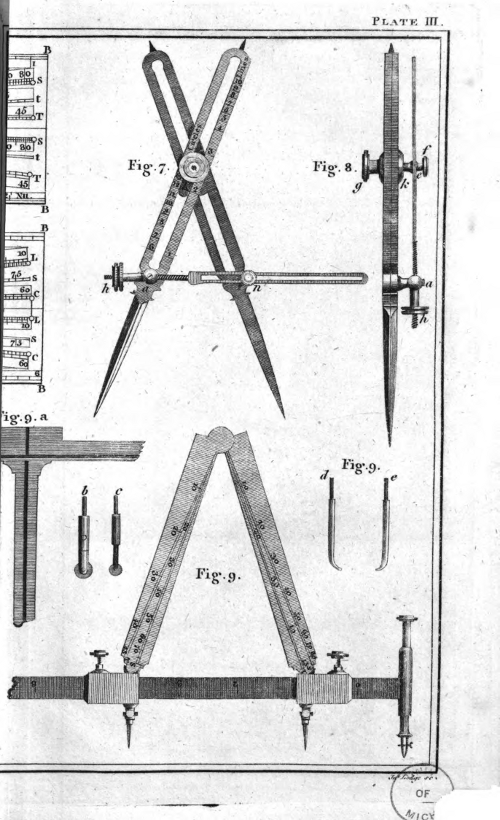
Zeicheninstrumente von George Adams

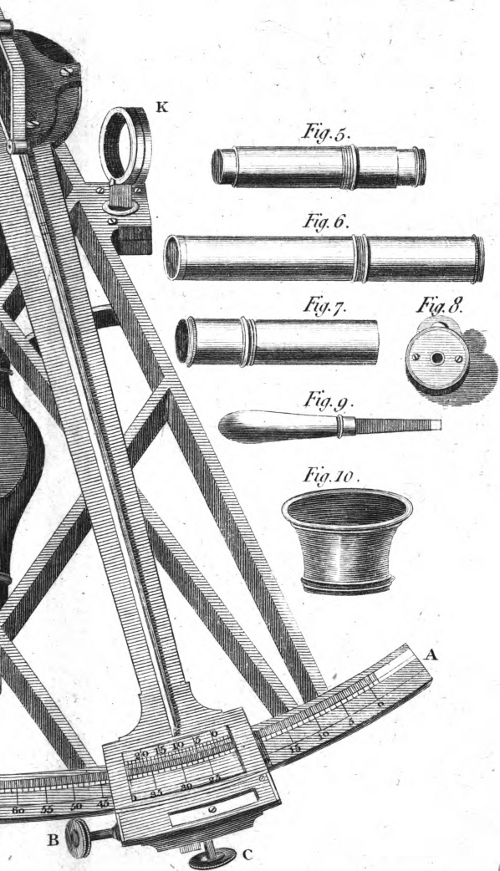
Vermessungsinstrument von George Adams

George Adams junior (* 1750 in London; † 1795) war ein englischer Instrumentenbauer und Verfasser wissenschaftlicher Bücher.

## Leben
George Adams jr. wurde 1750 in London geboren. Sein Vater George Adams senior betrieb eine erfolgreiche Instrumentenbaumanufaktur, die besonders für ihre Teleskope und Mikroskope berühmt war. Nach dem Tod des Vaters 1773 übernahm George Adams die Firma und die Titel "Mathematical Instrument Maker to His Majesty's Office of Ordnance, Mathematical Instrument Maker in Ordinary to His Majesty sowie Optician to the Prince of Wales. Er führte die Firma erfolgreich weiter bis zu seinem frühen Tod 1795. Danach wurde sie von seinem jüngeren Bruder Dudley weitergeführt.

## Leistungen
Adams wurde von Zeitgenossen als einer der führenden Hersteller mathematisch-wissenschaftlicher Instrumente angesehen.
Er konstruierte und verkaufte unter anderem: Zirkel und andere Zeichengeräte, Vermessungsinstrumente, Zielgeräte für Haubitzen und Mörser, Teleskope, Kompasse, Brillen, Mikroskope, Planetarien, elektrische Batterien, Elektrometer, Magnete, Pumpen, Magdeburgische Halbkugeln, Barometer, Thermometer, Hygrometer. Weiterhin bot er vielfältige Versuchsaufbauten zur Demonstration physikalischer Phänomene aller Art an.
Die universale Bildung von George Adams ging jedoch über die Technik des Instrumentenbaus hinaus. Zum  Beispiel fügt er einem Buch über Mikroskope auch gleich eine Abhandlung über Insekten und eine Liste von Arten der Süßwasserpolypen und Wimpertierchen bei (Damerow, Lefevre, Einleitung S. 8). Aus Beobachtungsdaten von William Herschel schätzte er die Gesamtzahl der Fixsterne im Universum zu 75 Millionen.
Georg Christoph Lichtenberg erwähnte George Adams mehrfach in seinen Sudelbüchern und besuchte ihn 1775 während einer Reise nach England.

## Werke (Auswahl)

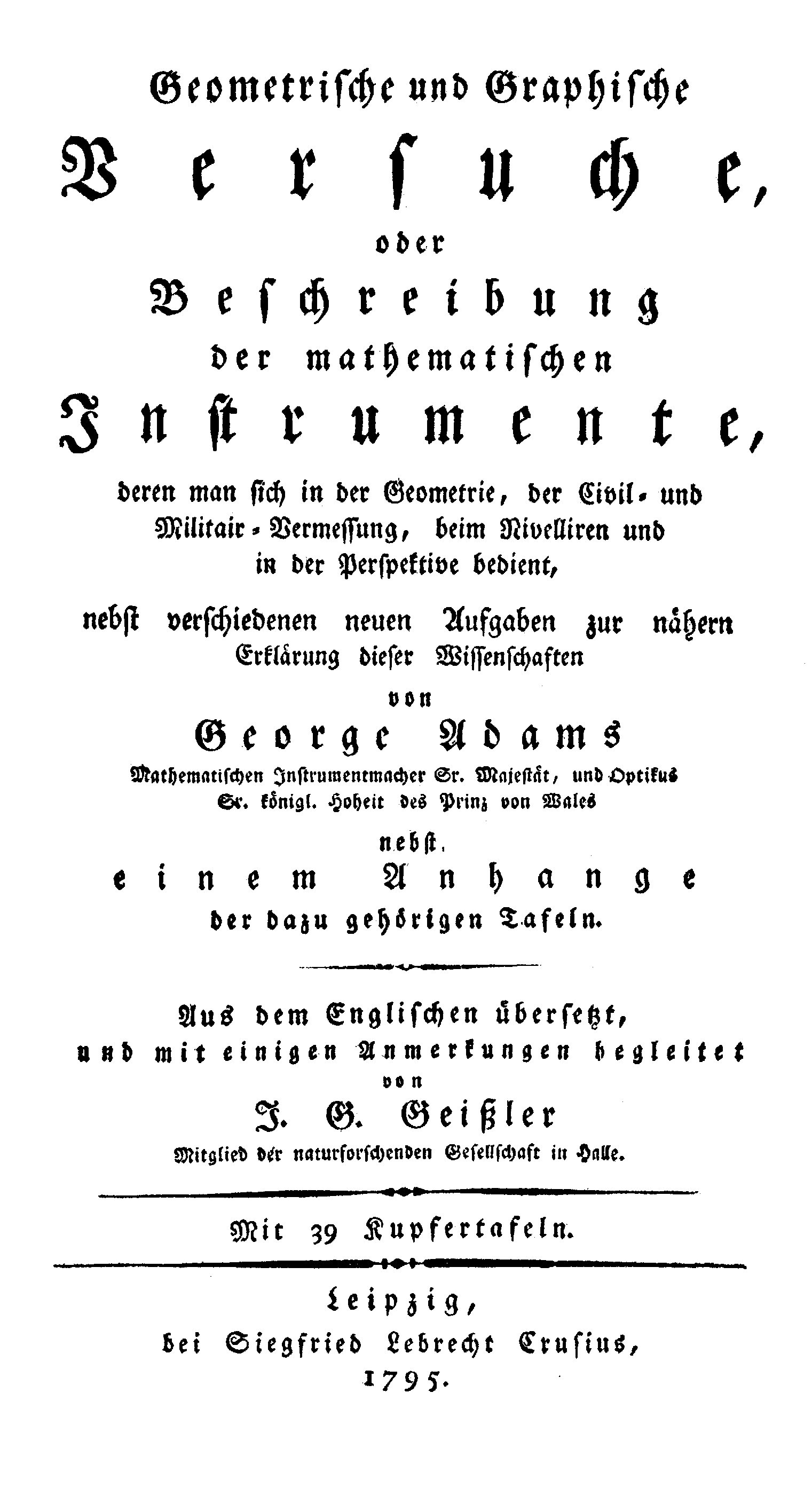
Titelblatt eines Buchs von George Adams

- An essay on electricity explaining the theory and practice of that useful science; and the mode of applying it to medical purposes. To which is added an essay on magnetism. London 1784. Deutsche Übersetzung von Johann Samuel Traugott Gehler: Versuch über die Elektrizität, worinn Theorie und Ausübung dieser Wissenschaft durch eine Menge methodisch geordneter Experimente erläutert wird, nebst einem Versuch über den Magnetismus. Leipzig 1785 (Digitalisat und Volltext im Deutschen Textarchiv)
- Essays on the microscope. London 1787
- An essay on vision, briefly explaining the fabrice of the eye and the nature of vision; intended for the service of those whose eyes are weak or impaired. London 1789. Deutsche Übersetzung von Fr. Kries-Gotha: Anweisung zur Erhaltung des Gesichts und zur Kenntnis der Natur des Sehens. Leipzig 1794
- Astronomical and geographical essays. London 1789
- A short dissertation on the barometer, thermometer, and other meteorological instruments; together with an account on the prognostic signs of the weather. London 1790
- Geometrical and graphical essays containing a general description of the mathematical instruments used in geometry, civil and military surveying, levelling, and perspective. London 1791 (William Jones, Hrsg., 3. Aufl., London 1803, Volltext in der Google-Buchsuche; Plates, Volltext in der Google-Buchsuche). Deutsche Übersetzung von Johann Gottlieb Geißler: Geometrische und graphische Versuche oder Beschreibung der mathematischen Instrumente, deren man sich in der Geometrie, der Civil- und Militair-Vermessung, beim Nivellieren und in der Perspektive bedient. Leipzig 1795 (auf MDZ, digitale-sammlungen.de)

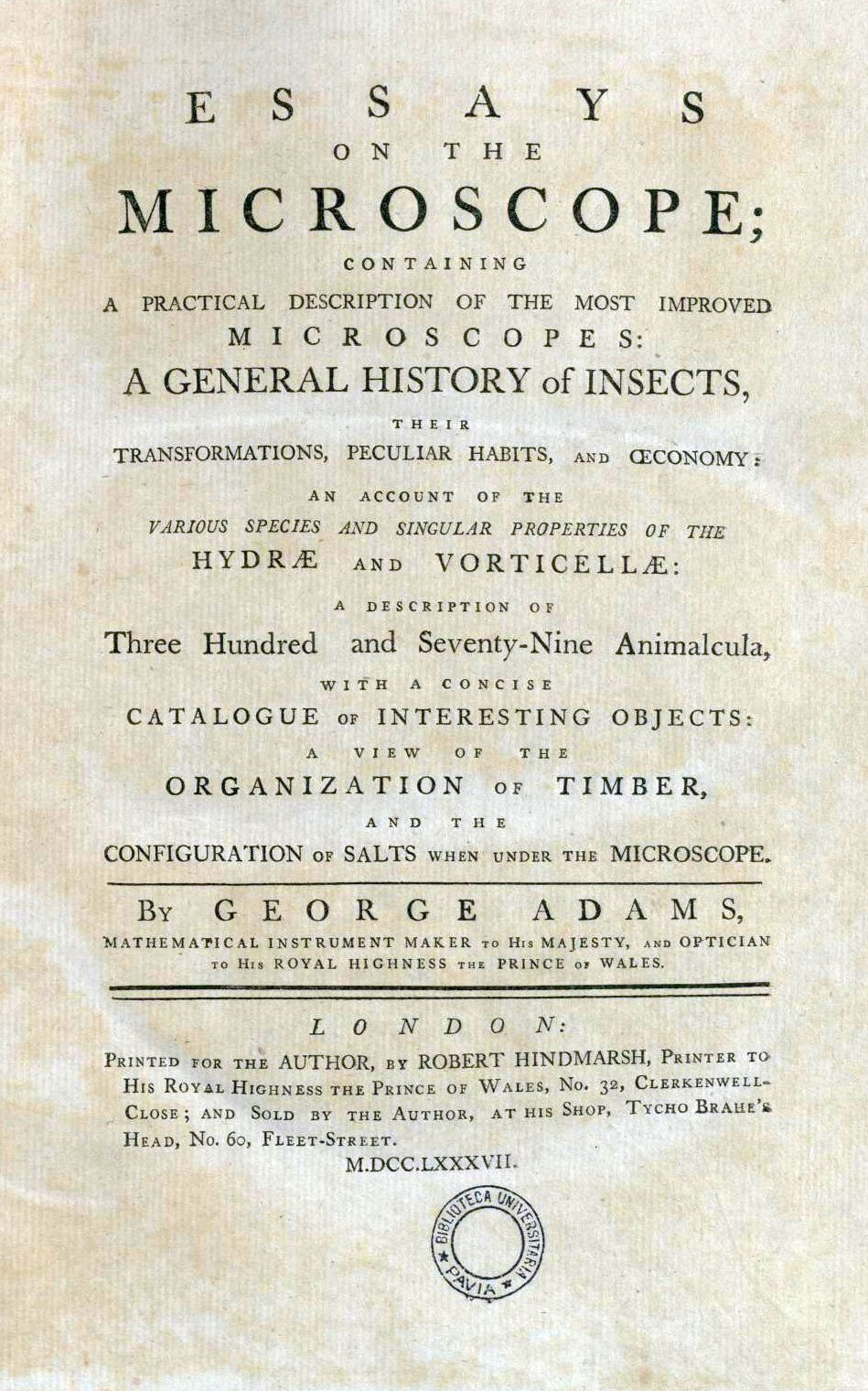
Essays on the microscope, 1787